# Locali jazz

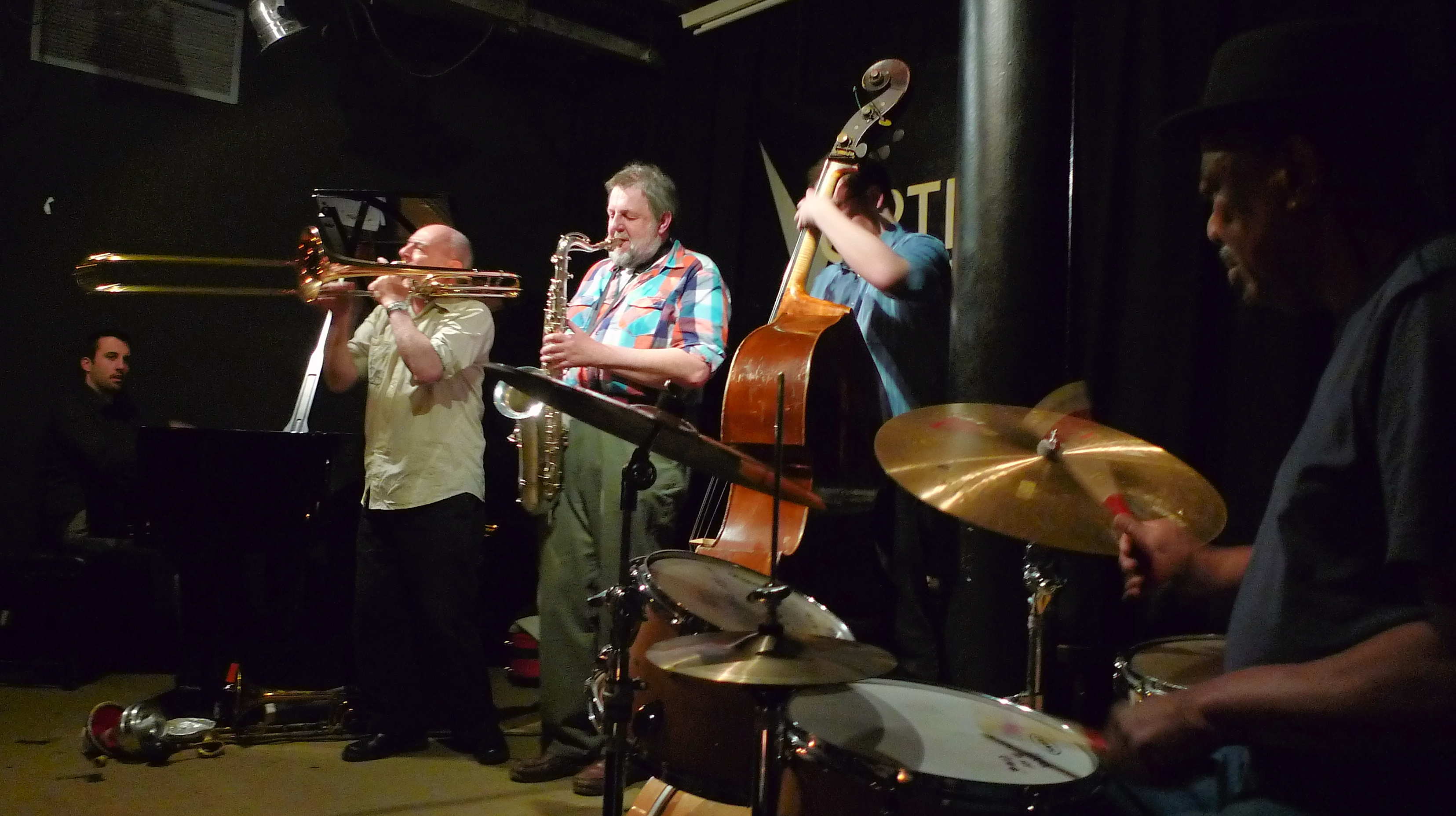
Il Louis Moholo Quintet si esibisce in un jazz club.

Un jazz club è un luogo dove l'intrattenimento principale è l'esecuzione di musica jazz dal vivo. I jazz club sono di solito un tipo di nightclub o bar, autorizzato a vendere bevande alcoliche. I jazz club erano situati in grandi stanze nell'era del jazz orchestrale e del jazz per big band, quando le band erano grandi e spesso integrate da una sezione di archi. Le sale grandi erano più comuni anche nell'era swing, perché a quel tempo il jazz era popolare come musica da ballo, quindi i ballerini avevano bisogno di spazio per muoversi. Con il passaggio agli stili degli anni '40 come il bebop e stili successivi come il soul jazz, furono utilizzati principalmente piccoli gruppi di musicisti come quartetti e trii e la musica divenne più una musica da ascoltare, piuttosto che una forma di musica da ballo. Di conseguenza diventarono più pratici i club più piccoli con piccoli palchi.
Negli anni 2000 i jazz club possono essere trovati negli scantinati di edifici residenziali più grandi, in locali di negozi o nei piani superiori delle attività commerciali. Possono essere piuttosto piccoli rispetto ad altri locali musicali, come i club di musica rock, riflettendo l'atmosfera intima degli spettacoli jazz e il declino a lungo termine dell'interesse popolare per il jazz. Nonostante siano chiamati "club", questi locali di solito non sono esclusivi. Alcuni club, tuttavia, prevedono un costo per il coperto se suona una band dal vivo. Alcuni jazz club ospitano "jam session" fuori orario o nelle prime sere della settimana. Durante le jam session, sia i musicisti professionisti che i dilettanti avanzati generalmente condividono il palco.